# Julvécourt
Julvécourt ist eine französische Gemeinde mit 59 Einwohnern (Stand: 1. Januar 2022) im Département Meuse in der Region Grand Est (bis 2015 Lothringen). Sie gehört zum Arrondissement Verdun und zum Gemeindeverband Val de Meuse-Voie Sacrée.

## Geografie
Die Gemeinde Julvécourt liegt in der Landschaft Barrois südöstlich der Argonnen an der Cousances, etwa 20 Kilometer südwestlich von Verdun. Umgeben wird Julvécourt von den Nachbargemeinden Ville-sur-Cousances im Norden, Les Souhesmes-Rampont im Nordosten, Osches im Südosten, Ippécourt im Süden, Lavoye im Südwesten sowie Froidos im Westen.

## Bevölkerungsentwicklung
| Jahr      | 1962 | 1968 | 1975 | 1982 | 1990 | 1999 | 2006 | 2012 | 2021 |
| Einwohner | 136  | 122  | 83   | 74   | 72   | 77   | 72   | 64   | 56   |

Im Jahr 1836 wurde mit 299 Bewohnern die bisher höchste Einwohnerzahl ermittelt. Die Zahlen basieren auf den Daten von cassini.ehess und INSEE.

## Sehenswürdigkeiten

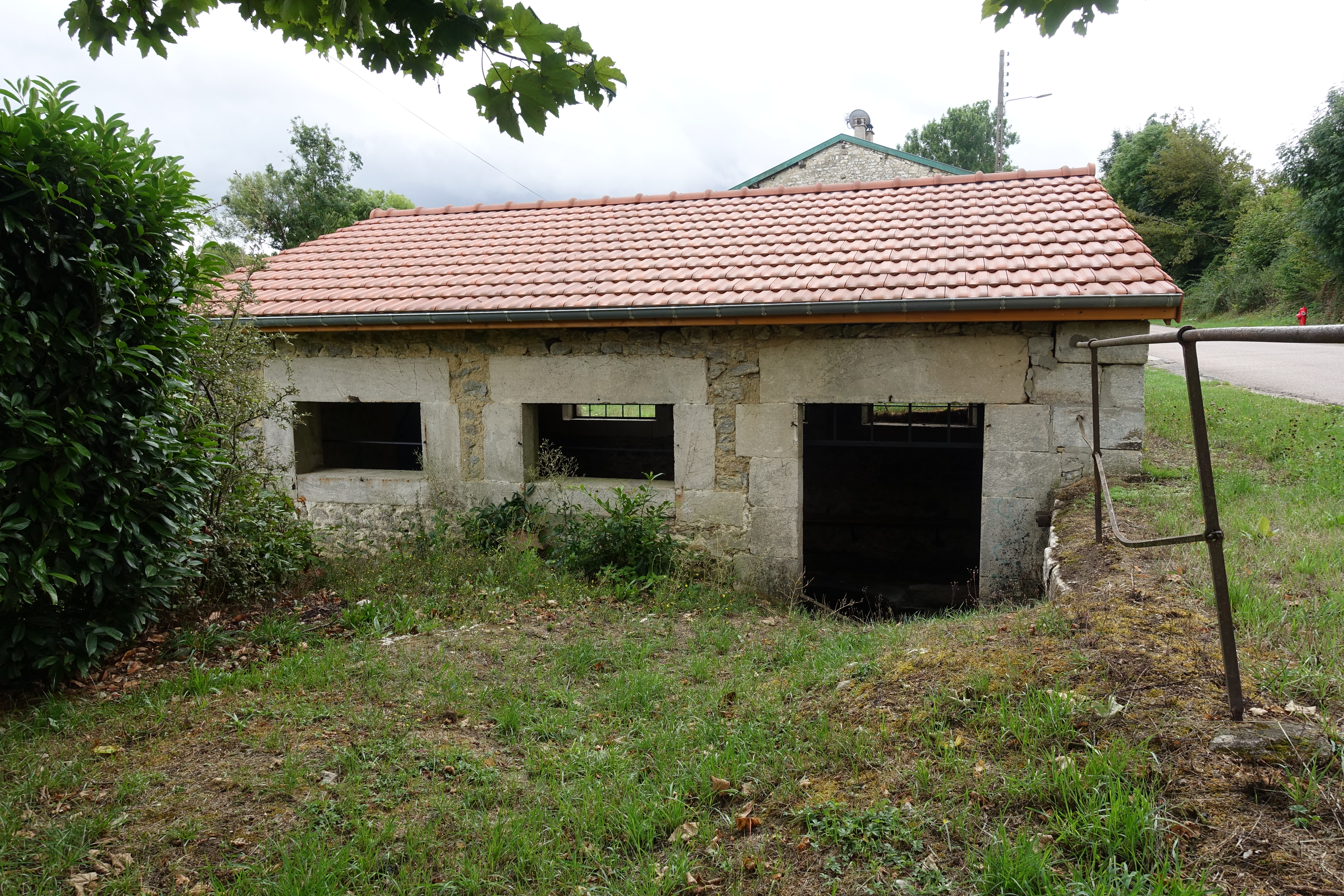
Waschhaus

- Kirche Saint-Mathieu
- Waschhaus aus dem 19. Jahrhundert
- Wegkreuze

## Wirtschaft und Infrastruktur
Julvécourt ist bäuerlich geprägt. In der Gemeinde sind sechs Landwirtschaftsbetriebe ansässig (Getreideanbau, Viehzucht).
Im acht Kilometer entfernten Souhesme-la-Grande besteht ein Anschluss an die Autoroute A4 (Paris–Straßburg); der nächste Bahnhof befindet sich in der Stadt Verdun.

## Belege
1. ↑  Julvécourt auf cassini.ehess
2. ↑  Julvécourt auf INSEE
3. ↑  Landwirtschaftsbetriebe auf annuaire-mairie.fr (französisch)